# 그레이트 큐봇
《그레이트 큐봇》(Great Q-Bot)은 베이퍼웨어 상태인 대한민국의 애니메이션으로, 작중 등장하는 로봇인 큐봇들은 KG모빌리티의 자동차를 모델로 하고 있다.

## 역사
2015년 당시 2016년에 방송될 예정이었으며 이 작품의 예정된 회차수는 총 52화이다.
2023년 6월 26일에 본작을 만든 제작사인 아시아스타엔테테인먼트가 뉴스와이어에 작성한 기사에 따르면, 해당 제작사는 본작의 1화를 완성하였다고 밝혔으며, 이후 2023년 8월 22일에《더 건봇》이라는 이름의 후속작이 기획되고 있음이 밝혀졌다.
대한민국 시간대 기준으로 2025년 2월 5일에 업로드된 기사에서 엄영식은 《그레이트 큐봇》이 2026년 5월경 방송될 예정이며, 대상 연령층에 성인층이 포함된다고 말하였다.

## 줄거리
환경에너지를 노리고 온 케플런과 깨끗한 지구를 지키기 위해 싸우는 혜성과 렉스 그리고 그의 친구들의 펼치는 이야기이다.

## 등장인물
- 유혜성
- 장은아
- 장우주 (장은아의 남동생)
- 차규준
- 한장수
- 나도식
- 박은지
- 고도
- 유철 (유혜성의 아버지)
- 케플러공주(이소희) (유혜성의 어머니)
- 케플러왕 (유혜성의 외할아버지)

### 악의 조직
- 머독장군
- 소피아
- 모리스
- 재그
- 지그

## 등장 큐봇

### 큐봇
- 킹(KGM 렉스턴(1세대(2001년~2017년))) (성별: ♂)
  - 싸이클론(킹 + 켈리 + 스톰) (성별: ♂ (킹, 스톰)/♀ (켈리))
    - 클라우스(싸이클론 + 젬버 + 자이언트) (성별: ♂ (킹, 젬버, 스톰, 자이언트)/♀ (켈리))
- 켈리(KGM 티볼리 (2015년~현재) (2011년 프랑크푸르트 국제 모터쇼에서 출전된 컨셉카 "쌍용 XIV"의 시판화)) (성별: ♀)
- 젬버(KGM 코란도(3세대(2011년~2019년)) (2009년 서울 모터쇼에서 출전된 컨셉카 "쌍용 C200"의 시판화)) (성별: ♂)
- 스톰(쌍용 코란도 스포츠 (2012년~2018년) (2011년 제네바 모터쇼에서 출전된 컨셉카 "쌍용 SUT-1"의 시판화)) (성별: ♂)
- 자이언트(쌍용 투리스모 (2013년~2019년)) (성별: ♂)

### 제노 스텔스기 (악역 큐봇)
- 오로라 (성별: ♀)
- 마그마 (성별: ♂)
- 타이탄 (성별: ♂)
- 마탄레드 (성별: ♂)
- 마탄그린 (성별: ♂)

### 내용주
1. ↑  2016년에 TV 시리즈로써 공개될 예정이었으나,[1] 실제로 2016년에 방송되지 않았으며, 이후 방영일이 2023년으로 연기되었으나[2] 실제로 방송되지 않았다.